# Ходад

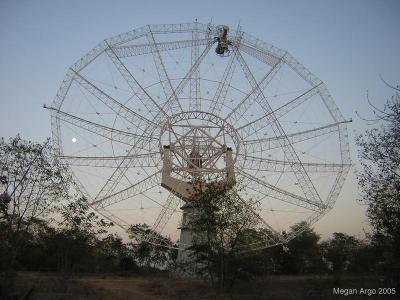
GMRT антена в Ходаді

Ходад (маратхі — खोडद) — містечко в індійському штаті Махараштра, округ Пуне. В Ходаді станом на початок 21 сторіччя проживало 4-5 тисяч людей. Переважно зайняті в сільському господарстві, культивуються хариф- та рабі-рослини.
Біля Ходада розташовані колишні військові укріплення-форти.

## Принагідно
- Короткі дані

| Індія | Це незавершена стаття з географії Індії. Ви можете допомогти проєкту, виправивши або дописавши її. |